# Chase Manhattan Bank
La Chase Manhattan Bank était une banque d'investissement basée à Chicago aux États-Unis. Elle a fusionné avec la J.P. Morgan & Co. en janvier 2001 pour former une holding financière, JPMorgan Chase. Parmi ses anciens présidents, on peut citer David Rockefeller.

## Historique

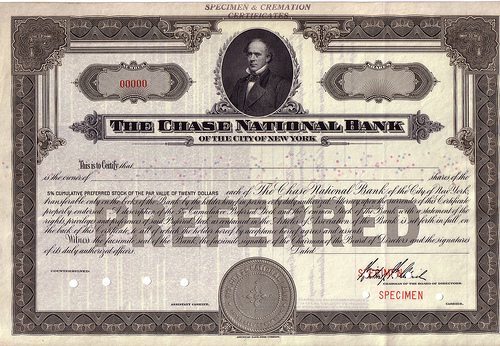
Spécimen d'un certificat d'action de la Chase National Bank.

Depuis sa fondation le 1er septembre 1799 par Aaron Burr (1756 - 1836), fils d'un pasteur presbytérien, futur troisième vice-président des États-Unis, dans une maison située au no 40 de Wall Street à New York, jusqu'en 1877, la banque s'est appelée la Bank of the Manhattan Company (en) (New York);.
De 1877 à 1954, elle a pris le nom de Chase National Bank (en), banque créée en 1877 par John Thompson (en) (1802 - 1891), alors secrétaire d'État au Trésor, et Salmon P. Chase (1808 -1873).
Et depuis 1955 jusqu'en 1976, elle s'est nommée la Chase Manhattan Bank.
Elle fut plusieurs fois la cible d'attentats contre ses locaux, notamment le 11 novembre 1969 (organisé par le militant Sam Melville) ou, à la même époque, par le Weather Underground.

### Collaboration avec leIIIeReich
En 2004, le FBI déclassifie des informations selon lesquelles la Chase Manhattan Bank a passé en 1936 une convention avec le IIIe Reich pour contourner le boycott monétaire de l'Allemagne en achetant et en changeant en dollars contre une forte commission des reichsmarks, les Rückwanderer (marks restitués) qu'on croit être le produit de confiscation aux Juifs d'Allemagne.
Entre 1936 et 1941, le gouvernement allemand dispose ainsi de devises pour un montant de 20 millions de dollars qui a servi à acheter du matériel et du pétrole à d'autres entreprises américaines. Les commissions se sont élevées à 1,2 million de dollars dont 500 000 ont été conservées par la banque.
En 1999, Lionel Jospin, premier ministre, et Claire Andrieu, professeur à la Sorbonne, déclarent que, pendant l'occupation allemande de la France, les banques françaises recevaient la visite des autorités allemandes pour connaître le montant des avoirs juifs, mais pas les banques américaines. Ainsi, le dirigeant de la branche française de la Chase national Bank, Carlos Niedermann, protégé par l'ambassadeur américain de l'époque n'avait pas à rendre des comptes sur les avoirs juifs détenus.